# João Pereira da Fonseca
João Pereira da Fonseca foi um militar, administrador colonial português e Governador do Rio Grande.
Foi Soldado, Sargento, Alferes e Capitão de Infantaria do Terço da Guarnição de Olinda. Serviu à Coroa Portuguesa nas Capitanias de Angola, Pernambuco e Bahia. Foi nomeado por Carta Patente de 17 de março de 1721 para o posto de Governador da Capitania do Rio Grande, após ser indicado em lista tríplice. Governou sob forte pressão da oposição, sendo alvejado e correndo risco de vida. Por isso, sempre esteve com ostensiva guarda pessoal e recluso em sua residência.
Foi governador geral da capitania do Rio Grande do Norte, de 1722 a 1728, pois teve seu mandato de três anos renovado.